# Manoir de Vaudésir
Le manoir de Vaudésir est un manoir situé à Saint-Christophe-sur-le-Nais (Indre-et-Loire) et inscrit aux monuments historiques en 1947, remplacé par un arrêté en 2022.

## Historique
René Bonamour, marchand à Tours, fait construire la manoir en 1532. Il est racheté par François Massicault, également marchand à Tours, en 1558. Sa fille, veuve de Guillaume d'Argouges, le transmet à ses filles, dont l'une épouse François Testu. La famille Testu est ainsi propriétaire du château de Vaudésir de 1625 à 1719.
Le fief de Vaudésir relève de la baronnie de Saint-Christophe puis du duché-pairie de La Vallière à partir de 1667. 
La famille Baudard en devient propriétaire en 1719. Il passe ensuite à Georges Latouche en 1794, puis à la famille de Sarcé en 1810 et à Emmanuel de Tessecourt en 1875.